# Schloss Schlockenbeck

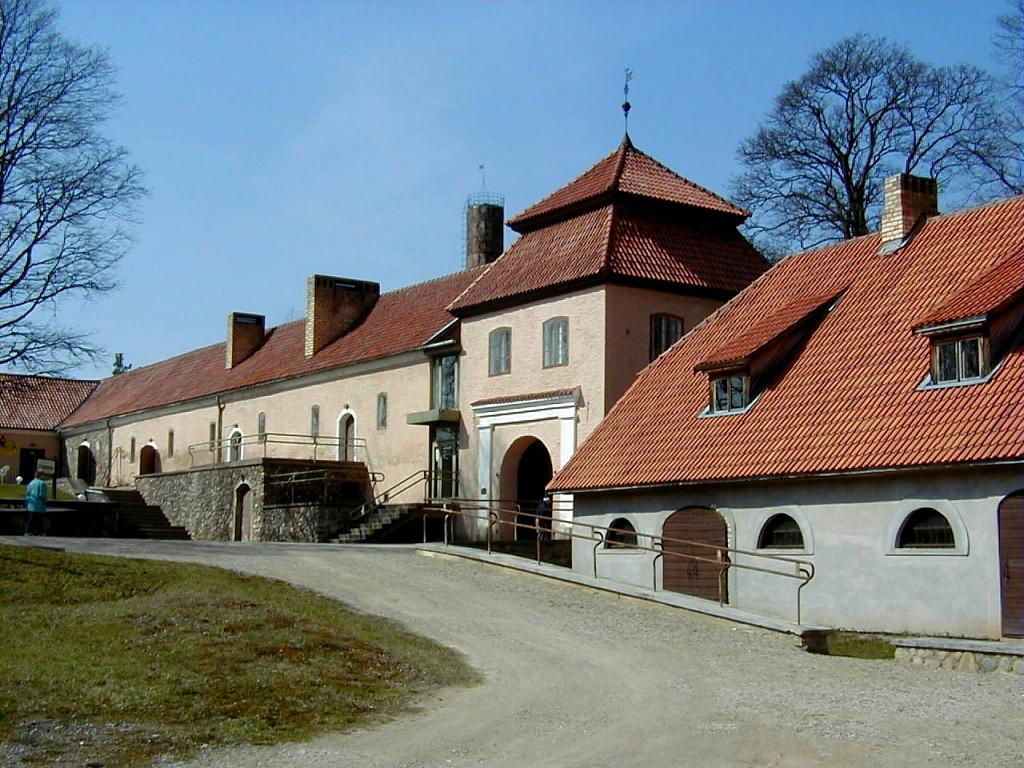
Schloss Schlockenbeck

Schloss Schlockenbeck (lettisch Šlokenbekas pils) ist ein auf eine Burg des Livländischen Ordens zurückgehendes Schloss in der lettischen Region Semgallen. Heute befindet sich in der Anlage ein Hotel und das Lettische Straßenmuseum.

## Geschichte
Burg Schlockenbeck wurde im 15. Jahrhundert als Ordensburg des Livländischen Ordens im Stil eines Lagerkastells zur Sicherung der Straße von Riga nach Tukum erbaut. 1544 wird es in Urkunden erstmals als Festung an der beke der hörten Schloke erwähnt.
Die Burg wurde vermutlich unter Ordensmeister Werner von Butlar 1484 errichtet. Im 15. Jahrhundert war Schlockenbeck im Besitz der Familie von Buttlar. Der Ordensmeister Hermann von Brüggeney entzog 1537 Dietrich Buttlar die Rechte an Schlockenbeck und beschuldigte ihn, den Öseler Aufstand unterstützt zu haben. Brüggeney belehnte 1544 Diederich von Schenking mit Schlockenbeck. Otto von Schencking, Bischof von Wenden von 1587 bis 1621, wurde in Burg Schlockenbeck geboren.
Im Schwedisch-Polnischen Krieg plünderten schwedische Truppen die Burg Schlockenbeck, die daraufhin ihre militärische Bedeutung verlor. In den Jahren 1678–1701 befand sich Schlockenbeck im Besitz des Kanzlers des Herzogtums, Christoph Putkammer, der die Burg als Gutshof wiederaufbauen und in der nördlichen und südlichen Ecke Türme errichten ließ. Später gehörte das Gut Schlockenbeck den Familien von der Brüggen und Grothuß. Im Jahr 1845 wurde in den Mauern der früheren Ordensburg ein Herrenhaus erbaut. Die Torportale erhielten Elemente im klassizistischen Stil.
Nachdem das Herzogtum Teil des russischen Reiches geworden war, gehörte die Burg den Familien Medem und Bulmering. In diesen Jahren wurde an der ehemaligen Südmauer der Burg ein Herrenhaus errichtet, das ab 1862 als Schul- und Pfarrhaus Verwendung fand.
Im Ersten Weltkrieg fand eine Parade der deutschen Armee vor dem Herrenhaus statt. Nach der Agrarreform Lettlands im Jahr 1920 ging das Gut an die Forstwirtschaft von Tukum. Während der sowjetischen Zeit war im Schloss das 5. Straßenbauregiment untergebracht. Ab 1977 wurde das Schloss nach Plänen von E. Kalniņš restauriert.